# Henric Raspe
Henric Raspe (în germană Heinrich Raspe;  (n. 1202 – d. 16 februarie 1247, Eisenach, Turingia, Sfântul Imperiu Roman) aparținând familiei Ludovingilor, a fost din 1241 landgraf al Turingiei sub numele Henric Raspe al IV-lea și din 1246  antirege în opoziție cu împăratul Frederic al II-lea și cu fiul acestuia, Conrad al IV-lea. Henric Raspe a fost ultimul landgraf și singurul rege din familia Ludovingilor.

## Biografie
Henric Raspe a fost cel de-al treilea fiu al landgrafului Herman I de Turingia și al celei de-a doua soții a acestuia, Sofia de Wittelsbach, fiica ducelui Otto I al Bavariei.

### Landgraf
În 1227 Henric a preluat landgrafiatul Turingia în calitate de regent după ce fratele său Ludovic al IV-lea murise în drum spre Țara Sfântă. Fratele său cel mai mic, Conrad Raspe, a administrat posesiunile din Hessa ale familiei începând din 1231.
Henric a cârmuit inițial în locul nepotului său, Herman, fiul minor al fratelui său Ludovic și al Elisabetei, care a murit pe neașteptate în 1241 la vârsta de 19 ani. Deși ulterior unii istorici au luat în considerare posibilitatea ca Henric să fi fost vinovat sau complice la uciderea prin otrăvire a nepotului său, sursele contemporane lui nu oferă nicio indicație în acest sens. Având în vedere faptul că Herman însuși a emis documente începând din 1234, deci a condus efectiv ca landgraf, și că nu au fost semnalate conflicte între unchi și nepot, această suspiciune nu are o bază reală.
În 1241 Henric a luat parte la luptele împotriva mongolilor care invadaseră Europa, însă nu a participat la bătăliile majore duse împotriva acestora.

### Relația cu Elisabeta de Turingia
Relația lui Henric cu Elisabeta de Turingia, tânăra văduvă a fratelui său (mai târziu sanctificată), pare să fi fost una tensionată. Legendele ulterioare i-au atribuit lui Henric expulzarea Elisabetei din cetatea Wartburg; este totuși posibil ca Elisabeta să fi părăsit landgrafiatul din proprie inițiativă, deoarece dorea să ducă o viață în „imitatio Christi” așa cum jurase să facă.

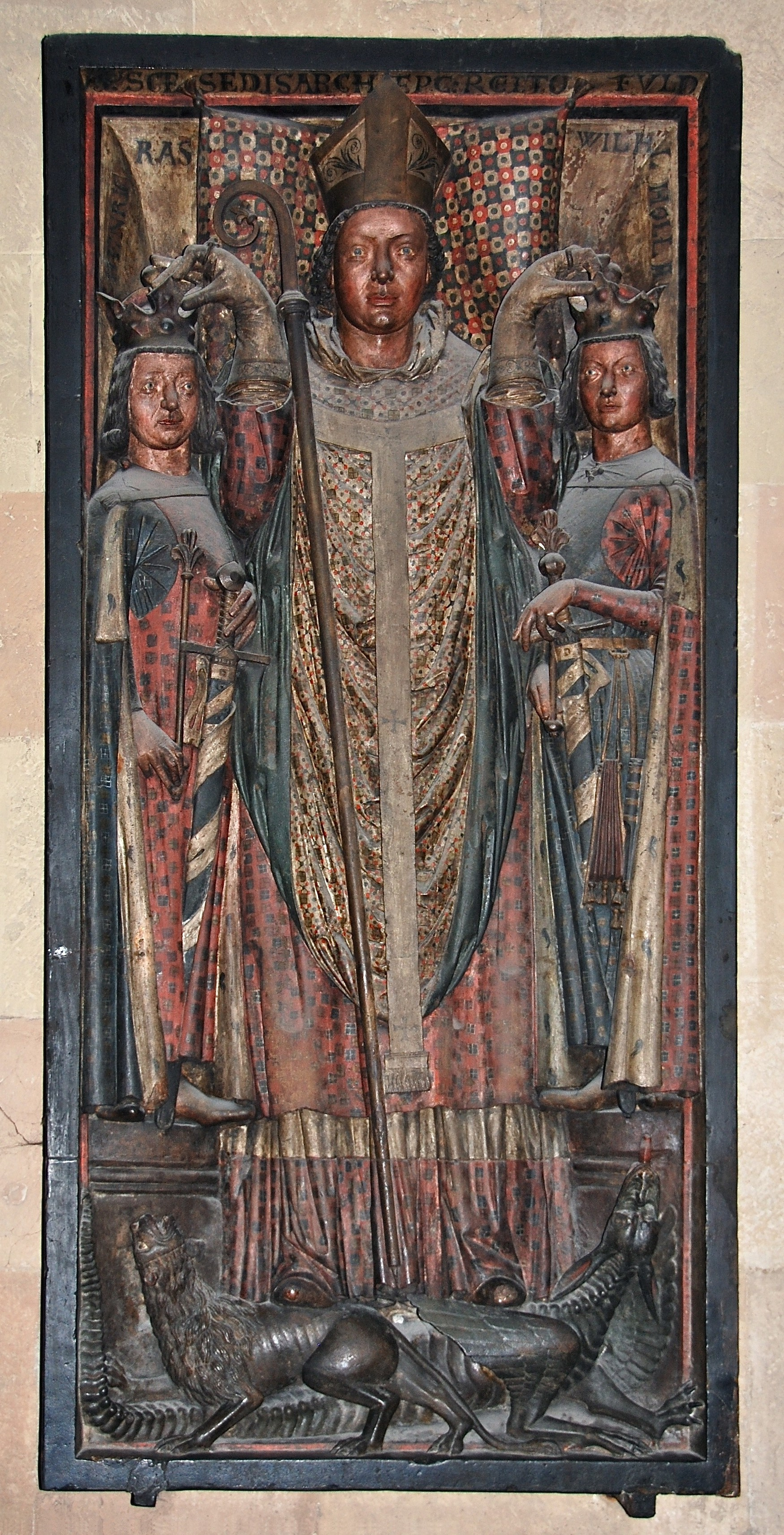
Monumentul funerar al lui Siegfried al III-lea de Eppstein, arhiepiscopul de Mainz (Siegfried în centru încoronându-i pe Henric Raspe și pe Wilhelm al Olandei)

După ce Elisabeta a murit la Marburg în noiembrie 1231, Henric și fratele său, Conrad Raspe, au făcut donații generoase pentru stabilirea Ordinulului Cavalerilor Teutoni la Marburg. În vara anului 1234, când Conrad Raspe a intrat în acest ordin, cavalerii germani au preluat și Casa pentru bătrâni și săraci Sf. Francisc care fondată de cumnata sa, Elisabeta. Eforturile continue ale lui Conrad pentru a obține canonizarea Elisabetei de la papa Grigore al IX-lea au fost susținute și de Henric. La deshumarea moaștelor Elisabetei pe 1 mai 1236 împăratul Frederic al II-lea a fost prezent alături de Henric.
După ce arhiepiscopul de Mainz, Siegfried al III-lea de Eppstein, trecuse în mod surprinzător în tabăra opusă Salienilor, în 1242 Henric și Venceslau I au fost numiți de împăratul Frederic al II-lea guvernatori imperiali pentru fiul său minor Conrad. Acest lucru era menit să prevină un război iminent între principii germani rivali.

### Antirege
După ce împăratul Frederic al II-lea și fiul său Conrad al IV-lea au fost destituiți și excomunicați de papa Inocențiu al IV-lea în 1245, Henric Raspe a trecut de partea opusă și, la îndemnul papei și cu sprijinul arhiepiscopilor de Mainz și de Köln, Siegfried al III-lea și Conrad I de Hochstaden, pe 22 mai 1246 a fost ales rege romano-german de o mică parte a principilor germani la Veitshöchheim lângă Würzburg. Datorită susținerii și a subvențiilor ce i-au fost acordate de Roma, Henric Raspe a primit curând după aceea supranumele de rex clericorum („regele clericilor”).
Alegerea sa ca rege romano-german a rămas controversată deoarece nici împăratul Frederic al II-lea (care rezida în Regatul Siciliei) și nici fiul său, Conrad al IV-lea, nu și-au recunoscut destituirea. În Bătălia de la Nidda (numită și Bătălia de la Frankfurt) pe 5 august 1246, Henric Raspe l-a învins pe fostul său protejat Conrad, deoarece contele Hartman al II-lea de Grüningen și Ulrich I de Württemberg au trecut de partea sa cu aproximativ 2000 de oameni puțin înainte de începerea bătăliei. Henric a ținut două diete la Frankfurt și la Nürnberg, dar având în vedere opoziția crescândă îndreptată împotriva sa, a fost forțat să intre în război împotriva familiei Staufer. În iarna anului 1246 el a asediat Ulm și Reutlingen. Când a fost rănit într-o confrunatre în fața zidurilor orașului Reutlingen, Henric a renunțat la acțiunea sa războinică și s-a retras în cetatea Wartburg, unde a murit pe 16 februarie 1247.
Henric Raspe a fost înmormântat lângă părinții săi în Mănăstirea Sf. Ecaterina lângă Eisenach, iar inima sa a fost îngropată în biserica fondată de el în 1235 în cinstea Sfintei Elisabeta (care fusese cumnata sa).

## Căsătorii și descendenți
Henric Raspe s-a căsătorit de trei ori:
- în 1228 cu Elisabeta de Brandenburg (n. 1206/1210 – d. 1231), fiica margrafului Albert al II-lea de Brandenburg;
- în 1238 cu Gertruda de Babenberg (n. 1210/1215 – d. 1241), sora ducelui Frederic al II-lea al Austriei;
- în 1241 cu Beatrice de Brabant (n. 1225 – d. 1288), fiica ducelui Henric al II-lea de Brabant, care se căsătorise puțin timp înainte cu Sofia de Brabant, fiica fratelui lui Henric, Ludovic, și a Elisabetei; mama Beatricei era fiica regelui Filip al Suabiei. În anul morții lui Henric, Beatrice de Brabant s-a căsătorit cu contele Guillaume al III-lea de Dampiere.

Deoarece nici din cea de-a treia căsătorie Henric Raspe nu a avut vreun fiu, el a obținut de la împăratul Frederic promisiunea înfeudării     cu landgrafiatul Turingiei pentru nepotul său Henric, fiul surorii sale vitrege, Jutta de Turingia și al margrafului Dietrich de Meissen.
Cu Henric Raspe familia Ludovingilor s-a stins pe linie masculină. În războiul care a urmat pentru succesiunea Turingiei, nepoata lui Henric, Sofia de Brabant, fiica lui Ludovic al IV-lea și a soției sale, Elisabeta, și soție a ducelui Henric al II-lea de Brabant, a reușit să câștige posesiunile din Hessa ale Ludovingilor pentru fiul ei Henric, în timp ce landgrafiatul Turingia a revenit nepotului lui Henric Raspe, Henric al III-lea de Meissen ajungând astfel în stăpânirea Casei de Wettin.